# 2000 DC3
2000 DC3 är en asteroid i huvudbältet som upptäcktes 27 februari 2000 av den japanska astronomen Takao Kobayashi vid Ōizumi-observatoriet.
Asteroiden har en diameter på ungefär 11 kilometer.